# Danh sách tỷ phú Mỹ theo giá trị tài sản
Dưới đây là danh sách những người Mỹ giàu có xếp theo giá trị tài sản, dựa trên sự định giá thường niên về của cải và tài sản theo tạp chí Forbes, và theo dữ liệu lấy từ Chỉ số Tỷ phú Bloomberg.
Danh sách 400 người giàu nhất nước Mỹ của Forbes được xuất bản định kỳ hàng năm kể từ năm 1982. Cộng gộp giá trị tài sản của nhóm 400 người giàu nhất Hoa Kỳ năm 2020 là 3,2 nghìn tỷ đô la, tăng lên so với con số 2,7 nghìn tỷ năm 2017. Tính đến tháng 10 năm 2020, có tất cả 614 tỷ phú—một con số cao kỷ lục—tại Mỹ.

## Danh sách 10 tỷ phú giàu nhất nước Mỹ năm 2022
Dưới đây là bản danh sách 10 người giàu nhất nước Mỹ năm 2022 theo tạp chí Forbes. Tài sản của các tỷ phú được tính dựa trên giá cổ phiếu ngày 2 tháng 9 năm này.
| Thứ hạng | Họ và tên         | Năm sinh | Quốc tịch                 | Giá trị tài sản (tỷ đô la Mỹ) | Nguồn gốc tài sản         |
| -------- | ----------------- | -------- | ------------------------- | ----------------------------- | ------------------------- |
| 1        | Elon Musk         | 1971     | Nam Phi · Canada · Hoa Kỳ | 251                           | Tesla, Inc., SpaceX       |
| 2        | Jeff Bezos        | 1964     | Hoa Kỳ                    | 151                           | Amazon                    |
| 3        | Bill Gates        | 1955     | Hoa Kỳ                    | 106                           | Microsoft                 |
| 4        | Larry Ellison     | 1944     | Hoa Kỳ                    | 101                           | Oracle, Tesla             |
| 5        | Warren Buffett    | 1930     | Hoa Kỳ                    | 97                            | Berkshire Hathaway        |
| 6        | Larry Page        | 1973     | Hoa Kỳ                    | 93                            | Google                    |
| 7        | Sergey Brin       | 1973     | Hoa Kỳ                    | 89                            | Google                    |
| 8        | Steve Ballmer     | 1956     | Hoa Kỳ                    | 83                            | Microsoft                 |
| 9        | Michael Bloomberg | 1942     | Hoa Kỳ                    | 76,8                          | Bloomberg L.P.            |
| 10       | Jim Walton        | 1948     | Hoa Kỳ                    | 57,9                          | Walmart, Ngân hàng Arvest |

## Danh sách 25 tỷ phú giàu nhất nước Mỹ năm 2020
Theo tạp chí Forbes, tính đến tháng 11 năm 2020, thì 25 người giàu nhất nước Mỹ được liệt kê bên dưới đây:
| Thứ hạng | Họ và tên             | Năm sinh | Quốc tịch                 | Giá trị tài sản (tỷ đô la Mỹ) | Nguồn gốc tài sản          |
| -------- | --------------------- | -------- | ------------------------- | ----------------------------- | -------------------------- |
| 1        | Elon Musk             | 1971     | Nam Phi · Canada · Hoa Kỳ | 188,6                         | Tesla, Inc., SpaceX        |
| 2        | Jeff Bezos            | 1964     | Hoa Kỳ                    | 187                           | Amazon                     |
| 3        | Bill Gates            | 1955     | Hoa Kỳ                    | 129                           | Microsoft                  |
| 4        | Mark Zuckerberg       | 1984     | Hoa Kỳ                    | 105                           | Facebook                   |
| 5        | Warren Buffett        | 1930     | Hoa Kỳ                    | 87,5                          | Berkshire Hathaway         |
| 6        | Larry Ellison         | 1944     | Hoa Kỳ                    | 77,9                          | Oracle Corporation         |
| 7        | Steve Ballmer         | 1956     | Hoa Kỳ                    | 69                            | Microsoft                  |
| 8        | Larry Page            | 1973     | Hoa Kỳ                    | 75,7                          | Google                     |
| 9        | Sergey Brin           | 1973     | Hoa Kỳ                    | 65,7                          | Google                     |
| 10       | Alice Walton          | 1949     | Hoa Kỳ                    | 62,3                          | Walmart                    |
| 11       | Jim Walton            | 1948     | Hoa Kỳ                    | 70,2                          | Walmart                    |
| 12       | Rob Walton            | 1944     | Hoa Kỳ                    | 61,8                          | Walmart                    |
| 13       | MacKenzie Scott       | 1970     | Hoa Kỳ                    | 57                            | Ly hôn chồng là Jeff Bezos |
| 14       | Michael Bloomberg     | 1942     | Hoa Kỳ                    | 55                            | Bloomberg L.P.             |
| 15       | Charles Koch          | 1935     | Hoa Kỳ                    | 45                            | Koch Industries            |
| 16       | Julia Koch            | 1962     | Hoa Kỳ                    | 45                            | Koch Industries            |
| 17       | Phil Knight           | 1938     | Hoa Kỳ                    | 39,2                          | Nike, Inc.                 |
| 18       | Michael Dell          | 1965     | Hoa Kỳ                    | 35,6                          | Dell                       |
| 19       | Sheldon Adelson       | 1933     | Hoa Kỳ                    | 29,8                          | Las Vegas Sands            |
| 20       | Jacqueline Mars       | 1939     | Hoa Kỳ                    | 29                            | Mars, Incorporated         |
| 21       | John Franklyn Mars    | 1935     | Hoa Kỳ                    | 29                            | Mars, Incorporated         |
| 22       | Len Blavatnik         | 1957     | Vương quốc Anh · Hoa Kỳ   | 25                            | Access Industries          |
| 23       | Jim Simons            | 1938     | Hoa Kỳ                    | 23,5                          | Renaissance Technologies   |
| 24       | Stephen A. Schwarzman | 1947     | Hoa Kỳ                    | 19,1                          | Blackstone Group           |
| 25       | Leonard Lauder        | 1933     | Hoa Kỳ                    | 17,4                          | Estée Lauder Companies     |

## Danh sách người giàu khác của nước Mỹ
Theo Chỉ số Tỷ phú của Bloomberg, mỗi người trong số những nhà tư bản người Mỹ sau có giá trị tài sản đạt từ 10-14 tỷ đô la Mỹ tính đến tháng 3 năm 2018:
| - Jack Dorsey (sinh 1976), đồng sáng lập Twitter và Square - Thomas Peterffy 75, founder of Interactive Brokers - Carl Icahn 85, founder of Icahn Enterprises - Laurene Powell Jobs 57, shareholder of The Walt Disney Company - Ron Perelman 77, owner of MacAndrews & Forbes - Dustin Moskovitz 36, co-founder of Facebook - Donald Bren 88, owner of Irvine Company - Thomas Frist 82, co-founder of HCA Healthcare - Elaine Marshall 78, Koch Industries - Jim Simons 82, founder of Renaissance Technologies - Lukas Walton 34, grandson of Sam Walton, the founder of Walmart. - Rupert Murdoch 89, founder of News Corp - Harold Hamm 75, founder of Continental Resources - Ray Dalio 71, founder of Bridgewater Associates |  | - Eric Schmidt 65, executive chairman of Alphabet Inc. until 2017 - Charlie Ergen 68, co-founder of Dish Network - John Menard Jr. 81, founder of Menards - George Kaiser 78, chairman of BOK Financial Corporation - Steve Cohen 64, founder of Point72 Asset Management - Micky Arison 71, chairman of Carnival Corporation - Donald Newhouse (sinh 1929), Chủ tịch HĐQT Advance Publications - Abby Johnson 59, CEO of Fidelity Investments - Phil Anschutz 81, energy and real estate - Jan Koum 45, co-founder of WhatsApp - Jim Goodnight 78, CEO of SAS Institute - Charles Schwab 83, founder of Charles Schwab Corporation - David Tepper 63, founder of Appaloosa Management |

Cũng theo Chỉ số Tỷ phú của Bloomberg, mỗi người trong số những nhà tư bản người Mỹ sau có giá trị tài sản đạt từ 4-10 tỷ đô la Mỹ tính đến tháng 3 năm 2018:
| |  | |
| - Jack Dangermond - Robert F. Smith - Dave Duffield - Andy Beal - Carl Cook - John Malone - Pierre Omidyar - Blair Parry-Okeden - Jim Kennedy - Patrick Soon-Shiong - Bernie Marcus - Stan Kroenke - Ken Griffin - Sun Hongbin - David Geffen - George Soros - Jeff Hildebrand - Marijke Mars - Victoria Mars - Pamela Mars-Wright - Valerie Mars - Richard LeFrak - Robert Rowling - Diane Hendricks - Les Wexner - Ned Johnson - David Sun - John Tu - Eli Broad - Ingrid Wu - Christy Walton - John Albert Sobrato - Marian Ilitch - John Paulson - George Lucas - Charles Butt - Richard Kinder - Gabe Newell - Ralph Lauren - Reinhold Schmieding - Rich Devos - Ray Hunt - Jim Davis - Leon Black - Steven Spielberg - Margaretta Taylor - James Chambers - Katharine Rayner - George Roberts - Henry Kravis - Marc Benioff - Jensen Huang - Robert E. Rich Jr. - Randa Duncan Williams - Dannine Avara |  | - Scott Duncan - Milane Duncan Frantz - David Filo - Stan Druckenmiller - Rupert Johnson Jr. - Ira Rennert - Lynn Schusterman - Mark Cuban - Trevor Rees-Jones - Terry Pegula - John Sall - Charles Johnson - Ronda Stryker - Charles Dolan - Jeff Sutton - Nancy Walton Laurie - Leonard Stern - Shahid Khan - David Shaw - Dan Friedkin - Jerry Jones - Dennis Washington - Gwendolyn Sontheim Meyer - Pauline MacMillan Keinath - Steve Bechtel - Rocco Commisso - Jude Reyes - Chris Reyes - Igor Olenicoff - Sam Zell - Reed Hastings - Edward Roski - Kelcy Warren - Tom Love - Judy Love - Judy Faulkner - Izzy Englander - Tamara Hughes Gustavson - Mary Malone - Fred Smith - Pat Stryker - Dagmar Dolby - Clay Mathile - Thomas Pritzker - Woody Johnson - Dick Schulze - Robert Pera - Bob Kraft - Ken Fisher - B. Wayne Hughes - Travis Kalanick - Gordon Moore - Dan Cathy - Bubba Cathy - Johnny Morris |

## Danh sách chủ đất giàu nhất nước Mỹ
Bản danh sách dưới đây được liệt kê dựa trên các báo cáo Land Report 100 thường niên kể từ năm 2007 của tạp chí Land Report, thống kê các chủ đất tư nhân lớn nhất ở Mỹ, bao gồm các gia đình và cá nhân. Nhiều người trong số họ thuộc top những tỷ phú sở hữu giá trị tài sản lớn nhất nước Mỹ.
| Thứ hạng | Họ và tên                              | Năm sinh | Quốc tịch | Tổng quỹ đất (triệu mẫu Anh) | Quỹ đất (nghìn hecta) | Nguồn gốc tài sản                                                                                                   |
| -------- | -------------------------------------- | -------- | --------- | ---------------------------- | --------------------- | --- |
| 1        | Archie Aldis "Red" Emmerson và gia tộc | 1929     | Hoa Kỳ    | 2,33                         | 943                   | Đất rừng và khai thác gỗ (Công ty sản xuất gỗ xẻ Sierra Pacific Industries - SPI)                                   |
| 2        | John Malone                            | 1941     | Hoa Kỳ    | 2,2                          | 890                   | Chăn nuôi gia súc và bất động sản (chủ yếu ở các bang Maine, New Mexico, Colorado và Wyoming)                       |
| 3        | Gia tộc Reed                           |          | Hoa Kỳ    | 2,1                          | 850                   | Đất rừng (chủ yếu ở các bang Washington, Oregon và California) và khai thác gỗ (Công ty Green Diamond Resource)     |
| 4        | Ted Turner                             | 1938     | Hoa Kỳ    | 2                            | 809                   | Đất trang trại (Công ty Turner Enterprises), chăn nuôi bò rừng và cung cấp các dịch vụ săn bắn, câu cá và tham quan |
| 5        | Stan Kroenke                           | 1947     | Hoa Kỳ    | 1,627                        | 658                   | Đất trang trại (Công ty Kroenke Ranches)                                                                            |